# Герб Олександрії
Герб Олександрі́ї — один з офіційних символів міста Олександрія Кіровоградської області. Затверджений рішенням № 326 24-ї сесії міської ради від 31 жовтня 2003 року.
Автори сучасного герба — В. Кривенко, В. Нікітінський, О. Полячок та С. Ф. Ніколенко.

## Опис
| Щит розділений вилоподібним золотим хрестом на три частини; горішню — золоту з малиновим хрестом, праву — зелену, ліву — малинову. У зеленому та малиновому полях — символи козацької звитяги: золоті перехрещені шаблі, обвиті золотою дубовою та лавровою галузками. |
Шаблі підкреслюють славу та героїзм у боротьбі за волю та незалежність.

## Історія

### Герб російського періоду
Перший герб міста був затверджений 7 листопада 1847 року. Тоді Олександрія входила до складу Херсонської губернії, тому в горішній частині перетятого щита, в золотому полі, зображений герб Херсонський: в щиті чорний двоголовий коронований орел, що тримає в правій лапі лаврову гілку, в лівій — полум'я; на грудях орла в лазуровому щитку означений золотий хрест з чотирма у горішній частині променями, а внизу маленьким перекладом; в долішній, розлогій — в зеленому полі три серпи, зближені до центру щита лезами і руків'ями обернені: два до горішніх кутів, а третій до основи щита.

### Проєкт Б.В.Кене
В результаті геральдичної реформи 1856 використання державної символіки в гербах міст і губерній було визнано неприпустимим. Придворний герольдмейстер Борис Кене розробив новий герб.
В зеленому полі три срібних серпи з золотими ручками, обернених вістрями до середини. У вільній частині — герб Херсонської губернії. Щит увінчаний срібною міською короною з трьома вежками та обрамований двома золотими колосками, оповитими Олександрівською стрічкою. Цей герб затвердження не отримав.

### Проєкт 1868 року
Відомий проєкт герба Олександрії, складений в 1868 році за правилами 1857: у зеленому полі три срібних серпа (2,1) із золотими ручками, лезами до центру щита. У вільній частині щита — герб Херсонської губернії.

### Емблема радянської доби
Затверджена 27 серпня 1987 року рішенням № 466 виконавчого комітету міської ради. Щит перетятий і напіврозтятий. У першій частині кілька разів розтятий червоним і чорним чорний ротор в червоному колі зі срібним знаком бурого вугілля в ньому. Друга червона і третя лазурова частини стилізовані під зерна колосся. Автор — Шурдук Анатолій Максимович.

### Герб 1994–2003 років
21 липня 1994 року рішенням № 291 сесії Олександрійської міської ради затверджений новий герб. Композиція герба символізує квітучий колос. У горішній половині щита в чорному полі стилізоване зображення роторного екскаватора, в центрі якого — прямокутник, що означає буре вугілля. Долішня частина щита має вигляд колоса кольорів Державного прапора України. Екскаватор означає, що вугілля добувається відкритим способом; символіка герба в цілому — що Олександрія з сільськогосподарського перетворилась у велике промислове місто. Автор — Шурдук Анатолій Максимович.

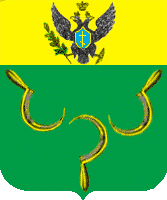
Герб Олександрії 1847 року
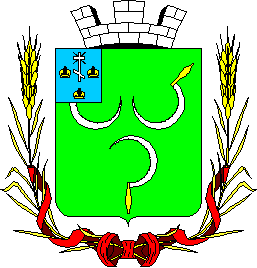
Проєкт герба Б. В. Кене
Проєкт герба 1868 року
Герб радянської доби
Герб 1994—2003 років